# カレ (衛星)
カレ（英語：Kale、確定番号：Jupiter XXXVII）は木星の第37衛星である。
2001年12月9日に、スコット・S・シェパードが率いるハワイ大学の観測チームによって発見され、S/2001 J 8 という仮符号が与えられた。観測にはカナダ・フランス・ハワイ望遠鏡とハワイ大学の望遠鏡が用いられた。衛星の発見は、その他の10個の新しい木星の衛星の発見とあわせて、2002年5月15日に小惑星センターのサーキュラーで公表された。その後2003年8月8日に、ギリシア神話のゼウスの娘でカリスの1人カレーに因んで命名され、Jupiter XXXVII という確定番号が与えられた。
カレの見かけの等級は23.0であり、アルベドを0.04と仮定した場合、カレの直径はおよそ 2 km と推定される。また、密度を 2.6 g/cm3 と仮定した場合、質量はおよそ 1.5 ×1013 kg と推定される。カレは、木星から2300万km前後の距離を逆行軌道で公転し、軌道傾斜角が 165° 前後の不規則衛星のグループであるカルメ群に属している。